# Ernest Charles Ashton
Ernest Charles Ashton CB CMG VD, kanadski general, * 1873, † 1957.
Med 1935 in 1938 je bil načelnik Generalštaba Kanadske kopenske vojske.

## Življenjepis
Med prvo svetovno vojno je bil leta 1915 imenovan za poveljnika Kanadske trenažne brigade (Canadian Training Brigade) in leta 1917 za poveljnika 15. pehotne brigade.
Po vojni je postal generalni oskrbovalni častnik Kanadske kopenske vojske, poveljnik 2. vojaškega okrožja (1930), poveljnik 11. vojaškega okrožja (1933), načelnik Generalštaba Kanadske kopenske vojske (1935) in generalni inšpektor vojaških sil Kanade (1939). Upokojil se je leta 1941.